# Jan Kudrna
Jan Kudrna (* 12. února 1976) je český ústavní právník a vysokoškolský pedagog. Od roku 2003 působil na Právnické fakultě Karlovy univerzity jako odborný asistent na katedře ústavního práva, kde byl v roce 2021 jmenován docentem. Současně spolupracuje i s Metropolitní univerzitou v Praze (katedra právních disciplín a veřejné správy) a s Policejní akademií České republiky v Praze (katedra veřejného práva). Je rovněž členem Legislativní rady vlády. Průběžně se vyjadřuje k české i zahraniční politické a ústavněprávní situaci, ať už v médiích (např. pořad ČT24 Hyde Park, Otázky Václava Moravce apod.) nebo na svém blogu na zpravodajském serveru iHNed.cz a na své facebookové stránce.

## Kariéra
Jan Kudrna absolvoval Právnickou fakultu Univerzity Karlovy v roce 1999. Po úspěšné obhajobě své disertační práce v oboru ústavního, mezinárodního a evropského práva v roce 2003 získal doktorát. V témže období začal pracovat na PF UK jako odborný asistent. Zde přednáší předměty Ústavní právo (i v anglickém jazyce), Právo a bezpečnost nebo Státověda. Dále vyučuje právní základy na Metropolitní univerzitě Praha.
V letech 2002–2005 externě spolupracoval s Ústavním soudem Polské republiky. Dále přednášel na univerzitách ve Vilniusu, Wroclawi nebo Budapešti.
V roce 2010 kandidoval za ČSSD v komunálních volbách v Praze.[zdroj⁠?!]
Dne 29. února 2012 byl zvolen Senátem Parlamentu České republiky členem tzv. Etické komise ČR, a to na pětileté funkční období. Komise se zabývá oceňováním účastníků odboje a odporu proti komunismu. Její působnost upravuje § 7 zákona č. 262/2011 Sb., o účastnících odboje a odporu proti komunismu a vlastní jednací řád Etické komise.
Mezi lety 2002–2006 byl poradcem předsedy poslanecké sněmovny Lubomíra Zaorálka (ČSSD),[zdroj⁠?!] na což v roce 2006 navázal jako poradce předsedy vlády Jiřího Paroubka (ČSSD).[zdroj⁠?!] V březnu roku 2014 se Kudrna stal konzultantem předsedy koaliční vlády Bohuslava Sobotky (ČSSD). Spolupracoval s ním v oblastech spravedlnosti, vnitra, lidských práv a Legislativní rady vlády. Jako předmět zájmu si stanovil návrh změn pravomocí NKÚ, otázky evropské integrace a celostátního referenda.
Jan Kudrna vystupuje v nejrůznějších debatách, například v prostorách Knihovny Václava Havla. V roce 2013 zde se svými kolegy diskutoval o kontroverzní amnestii exprezidenta Václava Klause nebo se účastnil konference „Federalismus a Evropa“.
V dubnu 2021 byl jmenován docentem na Právnické fakultě Univerzity Karlovy v Praze.

## Názorové vyhranění v médiích
V médiích se Jan Kudrna objevoval zejména v souvislosti s přijetím novely Ústavy ČR v podobě přímé volby prezidenta (ústavní zákon č. 71/2012 Sb.). Poukazoval především na začlenění změny do samotné Ústavy ČR, kdy dle jeho názoru byly nedostatečně vyřešeny otázky pravomocí a odpovědnosti prezidenta. Na druhou stranu ale vnímá přímou volbu jako prodemokratický krok vstříc občanům České republiky.
Tyto své myšlenky vyjádřil v pořadech Otázky Václava Moravce a Hyde Park na ČT24, kde mimo jiné rozvedl i problematiku žaloby na exprezidenta České republiky Václava Klause pro velezradu z roku 2013.
V únoru 2023 napsal pro média článek, ve kterém kritizoval skutečnost, že předseda ústavního soudu Pavel Rychetský opakovaně vstupuje do veřejného prostoru svými politickými prohlášeními, přičemž výrokem proti jednomu z kandidátů v prezidentských volbách (že by se zvolením Andreje Babiše prezidentem stal Ústavní soud součástí holdingu Agrofert) překročil únosnou mez a tím ohrožuje nezávislost a nestrannost české justice.

## Publikované články
- KUDRNA, Jan. K některým aspektům bezpečnosti transformující se Evropské unie. Právo a bezpečnost státu. Praha: Vodnář, 2002., s. 263-268. ISBN 80-85889-55-2.
- KUDRNA, Jan. Zakotvení mimořádných právních stavů v ústavním systému Polské republiky. Právo a bezpečnost státu. Praha: Vodnář, 2002., s. 116-134. ISBN 80-85889-55-2.
- KUDRNA, Jan. Mimořádná fiskální opatření a zásady právního státu: polský příklad a jeho význam pro český právní řád. Pocta Prof. JUDr. Václavu Pavlíčkovi, CSc. k 70. narozeninám. Praha: Linde, 2004., s. 594-611. ISBN 80-7201-487-0.
- KUDRNA, Jan. K některým otázkám interpretace čl. 43 Ústavy České republiky. Interpretace Ústavy České republiky a Ústavy Slovenské republiky, s. 50-66. ISBN 978-80-87146-00-2.
- KUDRNA, Jan. Parlamentní imunita - česká ústavní teorie a praxe. Pocta Otovi Novotnému k 80. narozeninám, s. 128-143. ISBN 978-80-7357-365-2.
- KUDRNA, Jan. Ke způsobu ustavení zákonodárných orgánů při vzniku samostatného Československa a Polska. Pocta Jánu Gronskému, s. 363-374. ISBN 978-80-7380-094-9.
- KUDRNA, Jan. Preferenční hlasování ve volbách do Poslanecké sněmovny ČR. Acta Universitatis Carolinae. Iuridica. s. 21-35. ISBN 978-80-246-1763-3.
- KUDRNA, Jan. Personální rekonstrukce zastupitelských sborů v roce 1989. Pocta Zdeňku Jičínskému k 80. narozeninám, s. 235-243. ISBN 978-80-7357-417-8.
- KUDRNA, Jan. Lisabonská smlouva a její vliv na dělbu moci v České republice. Lisabonská smlouva a ústavní pořádek ČR., s. 73-82. ISBN 978-80-7380-192-2.
- KUDRNA, Jan. Pravděpodobně nejvíce porušované ustanovení Listiny (a jedna ze současných hrozeb lidským právům). Ochrana základních práv a svobod v proměnách práva na počátku 21. století: v českém, evropském a mezinárodním kontextu. Praha: Auditorium, 2011, s. 275-283. ISBN 978-80-87284-23-0.
- KUDRNA, Jan. K rozšíření rozsahu poslanecké imunity. Právní rozhledy. 2013, roč. 21, č. 4, s. 131-136.
- KUDRNA, Jan. Záplatování jako nevyhnutelná základní metoda přístupu k Ústavě ČR. 20 let Ústavy České republiky: ohlédnutí zpět a pohled vpřed. Plzeň: Vydavatelství a nakladatelství Aleš Čeněk, 2013, s. 84-101. ISBN 978-80-7380-448-0.